# Led Zeppelin United Kingdom Tour Summer 1969
Led Zeppelin United Kingdom Tour Summer 1969 var en konsertturné med det brittiska hårdrocksbandet Led Zeppelin i England 1969. Under turnén spelade även gruppen en konsert i Paris som spelades in av fransk television. Det var sista gången Led Zeppelin gjorde ett teveframträdande. Delar av den konserten finns på Led Zeppelin dvd. Tre spelningar under turnén inspelades av BBC och sändes senare på radio - valda låtar från dessa konserter finns på BBC Sessions.

## Låtlista
Led Zeppelin repertoar under denna turné var låtar från debutalbumet Led Zeppelin. Det som skilde från tidigare turnéer var att flera av låtarna spelades annorlunda än på studioskivan och att låtarna från Yardbirdstiden hade sorterats bort. En trolig låtlista med viss variation är följande:
1. "Communication Breakdown" (Bonham, Jones, Page)
2. "I Can't Quit You Baby" (Dixon)
3. "Dazed and Confused" (Page)
4. "White Summer"/"Black Mountain Side" (Page)
5. "You Shook Me" (Dixon, Lenoir)
6. "How Many More Times" (Bonham, Jones, Page)

## Turnédatum
- 08/06/1969  Newcastle upon Tyne
- 13/06/1969  Birmingham Town Hall - Birmingham
- 15/06/1969  Free Trade Hall, Manchester
- 16/06/1969  Aeolian Hall - London(BBC)
- 19/06/1969  "Tous En Scene" TV Show, Antenne Culturelle du Kremlin Bicetre - Paris
- 20/06/1969  City Halls - Newcastle upon Tyne
- 21/06/1969  Colston Hall - Bristol
- 22/06/1969  Manchester
- 24/06/1969  Maida Vale Studios - London (BBC)
- 26/06/1969  Guild Hall - Portsmouth
- 27/06/1969  Playhouse Theatre - London (BBC)
- 28/06/1969  Bath Festival - Shepton Mallet
- 29/06/1969  Royal Albert Hall - London